# Emerson Dias
Emerson Luiz de Castro, mais conhecido como Emerson Dias (Rio de Janeiro, 2 de Abril de 1972) é um intérprete de samba-enredo e compositor. Neto de Antônio Dias, fundador da escola de samba Lins Imperial. Sobrinho do intérprete Celino Dias, adotou no nome artístico o sobrenome do tio para homenageá-lo. Também é sobrinho de João Banana (compositor e presidente da Lins Imperial) e do compositor Tiãozinho do Salgueiro.

## Biografia
Considerado um dos grande nomes do carnaval, Emerson Dias estreou como diretor de tamborim na Lins Imperial. Seus primeiros passos como puxador foi na escola mirim Alegria da Passarela (a atual Aprendizes do Salgueiro) como apoio do intérprete Leonardo Bessa, em 1991. No mesmo ano, influenciado pelos seus tios - o também intérprete Celino Dias e os compositores João Banana e Tiãozinho do Salgueiro - começou a defender o samba concorrente nas eliminatórias do Acadêmicos do Salgueiro, que acabou sendo o vencedor da disputa do enredo "O Negro que Virou Ouro nas Terras do Salgueiro". 
Em 1992, integrou pela primeira vez o carro de som da agremiação, liderado pelo Quinho. Durante seus 8 anos na escola, compôs e interpretou sambas grandiosos. Foi campeão em 1993, com o enredo "Peguei um Ita no Norte", participou como compositor nos concursos de 1996, 1997, 1998, 1999 e 2000, mas não ganhou em nenhum deles, e permaneceu na Academia do Samba até o desfile de 2000. 
Em 2001, foi seu primeiro ano no carro de som do Acadêmicos do Grande Rio liderado pelo Quinho. A direção da escola não tinha sido informada de sua ida, e quando cantou pela primeira vez no palco, foi integrado imediatamente a agremiação de Duque de Caxias. A parceria durou até o desfile de 2002, quando Quinho acertou seu retorno o Salgueiro enquanto o Emerson decidiu permanecer na Grande Rio. Além de fazer parte do carro de som da tricolor de Caxias, em 2002, foi contratado pela Inocentes da Baixada para ser o intérprete oficial ao lado de Tem-Tem Sampaio. 
Em 2004 escreveu seu primeiro samba-enredo para a Grande Rio, mas não ganhou o concurso para ser o hino oficial da escola no desfile de 2005. Participou também nas disputas dos anos de 2006 e 2007 e não conseguiu a vitória. 
Em 2007, conquistou a sua primeira disputa de samba-enredo ao lado dos compositores Mingau, Edu da Penha, Maurição e Arlindo Cruz tornando o hino oficial do desfile de 2008. Fato que também aconteceu nas disputas para os desfiles de 2009 e 2010. 
Durante o desfile de 2008,  foi o puxador oficial da Grande Rio por alguns minutos. Wander Pires era o intérprete oficial da escola e por conta de um acidente de carro não conseguiu chegar a tempo do início do desfile, com isso, Emerson assumiu o microfone principal cantando o samba exaltação até a primeira virada do samba-enredo. 
Em 2010, deu início a sua carreira como puxador em outras praças. Atuou pela primeira vez na Imperadores do Sol, uma agremiação da cidade de Uruguaiana, em Rio Grande do Sul. No ano seguinte, fez seu primeiro desfile como intérprete oficial da escola de samba Acadêmicos de São Miguel, na cidade de Uruguaiana, onde permaneceu nas temporadas de 2011 e 2012. 
Em 2012, fez seu primeiro como intérprete oficial da escola de samba Imperatriz Dona Leopoldina, da cidade de Porto Alegre ao lado de Cesinha, e compôs o samba-enredo para o desfile. 
Em 2013, assumiu o posto de intérprete oficial do Acadêmicos do Grande Rio, após 12 anos como cantor de apoio da escola. Com a saída de Wander Pires em 2008,Wantuir assumiu o microfone principal e permaneceu no posto por 4 anos(2009 a 2012). Com a saída de Wantuir, devido a outros compromissos, Emerson passou a ser o único intérprete principal da agremiação, até perto do carnaval. Mas, por decisão da diretoria da escola, foi anunciado o retorno de Nêgo para dividir o microfone com o Emerson. 
Em 2014, foi o único intérprete oficial da 'Tricolor de Caxias'. Após o desfile de 2013, foi anunciada a saída de Nêgo da Grande Rio, Emerson Dias assume sozinho o microfone principal da escola. Neste ano, sua performance na Sapucaí rendeu o Prêmio Estandarte de Ouro na categoria de Melhor Intérprete. No carnaval de Uruguaiana foi o primeiro ano como intérprete oficial da escola de samba Imperadores do Sol. 
Em 2017, foi o intérprete de samba-enredo mais ouvido do país nas plataformas de streaming e nas rádios ao gravar o hino oficial da Grande Rio em homenagem à cantora Ivete Sangalo. Com o enredo "Ivete do rio ao Rio!", a faixa teve a participação especial da artista, que sempre levava os integrantes da escola nos principais programas de TV do Brasil. Emerson ainda foi o primeiro cantor do Carnaval carioca a puxar samba-enredo em cima do trio elétrico no Carnaval de Salvador.
Em 2018, fez seu último desfile com o Acadêmicos do Grande Rio depois de 17 anos de colaboração com a agremiação.. Logo após o resultado da apuração, onde a escola foi rebaixada para a Série A, o Acadêmicos do Salgueiro anuncia o retorno de Emerson Dias para assumir o cargo de intérprete oficial. Entretanto, faltando 2 meses para o desfile de 2019, o Salgueiro anuncia o retorno de Quinho para a escola e desta vez divide o comando do carro de som com Emerson. No Carnaval de Uruguaiana fez seu último desfile com a Imperadores do Sol após 4 anos na escola e foi contratado para assumir o microfone principal da Unidos da Cova da Onça. Fez sua estréia no Carnaval de Guaratinguetá, na escola de samba Acadêmicos do Campo do Galvão. Foi agraciado com as principais premiações do carnaval: Prêmio Estrelas do Carnaval, do site Carnavalesco; 9º Prêmio Gato de Prata e Prêmio S@mba-Net.
Em 2019, fez seu primeiro desfile como intérprete oficial do Acadêmicos do Salgueiro ao lado de Quinho. Foi agraciado com o Prêmio Melhores do Carnaval 2019, do site Carnaval Interativo. Fez a sua estréia na Unidos da Cova da Onça, no Carnaval de Uruguaiana. Em 2020, Emerson fará sua estreia no Carnaval de Guaíba, cidade do Rio Grande do Sul, como intérprete oficial da escola de samba Academia de Samba Cohab Santa Rita.

Deixou o Salgueiro após o carnaval de 2024, depois de 5 anos como intérprete oficial. Posteriormente foi contratado pela Mocidade Unida da Mooca, fazendo sua estreia no carnaval de São Paulo, pela Botafogo Samba Clube, para ser o intérprete oficial da agremiação alvinegra em sua estreia na Marquês de Sapucaí, e também foi contratado pela Andaraí, estreando no Carnaval de Vitória. Ajudou o Andaraí a conquistar o título do Grupo A, voltando à elite do carnaval da capital capixaba, e a Mocidade Unida da Mooca a conquistar o inédito acesso ao Grupo Especial de São Paulo.
Para o carnaval de 2026, foi contratado pela Acadêmicos de Niterói, defendendo a escola em sua estreia no Grupo Especial do Rio de Janeiro e voltando a cantar na elite depois de um ano afastado. Também foi contratado pela Vila Mathias, fazendo sua estreia no carnaval de Santos.

## Títulos e estatísticas
|                  | Campeão   | Vice | Terceiro |
| ---------------- | --------- | ---- | -------- |
| Primeira Divisão | 2018 2020 | —    | —        |
| Terceira Divisão | —         | 2002 | —        |

## Premiações
- Estandarte de Ouro

1. 2014 - Melhor intérprete (Grande Rio) [9]

- Estrela do Carnaval

1. 2018 - Melhor intérprete (Grande Rio) [10]

- Gato de Prata

1. 2018 - Melhor intérprete (Grande Rio) [11]

- Melhores do Carnaval

1. 2019 - Melhor intérprete (Salgueiro) [12]

- S@mba-Net

1. 2018 - Melhor intérprete (Grande Rio) [13]

- Tamborim de Ouro

1. 2009 - Melhor samba-enredo (Grande Rio - "Voilá, Caxias! Para Sempre Liberté, Egalité, Fraternité. Merci Beaucoup, Brésil! Não Tem de Quê!") [14]